# Stanhopea intermedia
Stanhopea intermedia là một loài lan đặc hữu của tây nam México.

## Hình ảnh

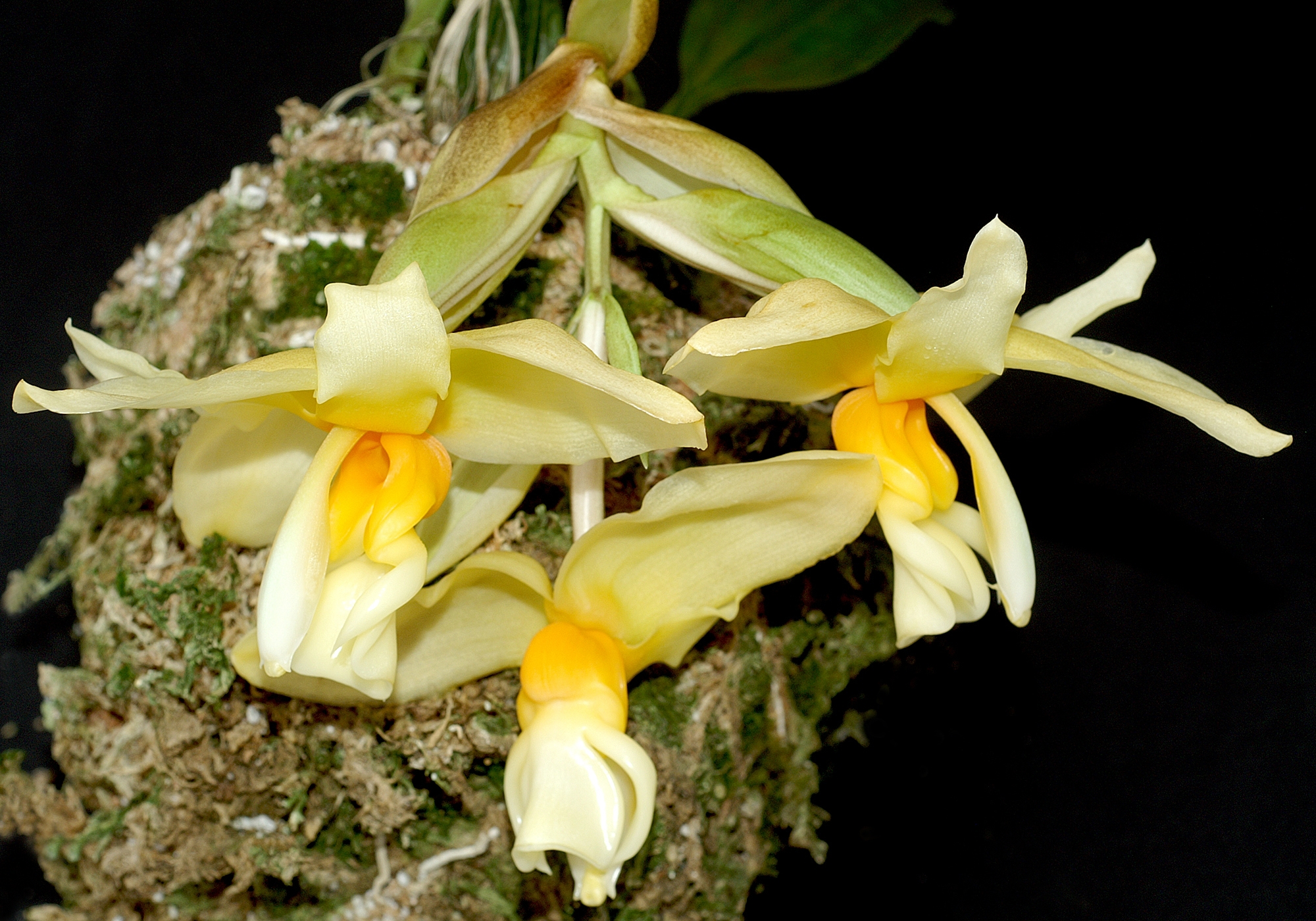
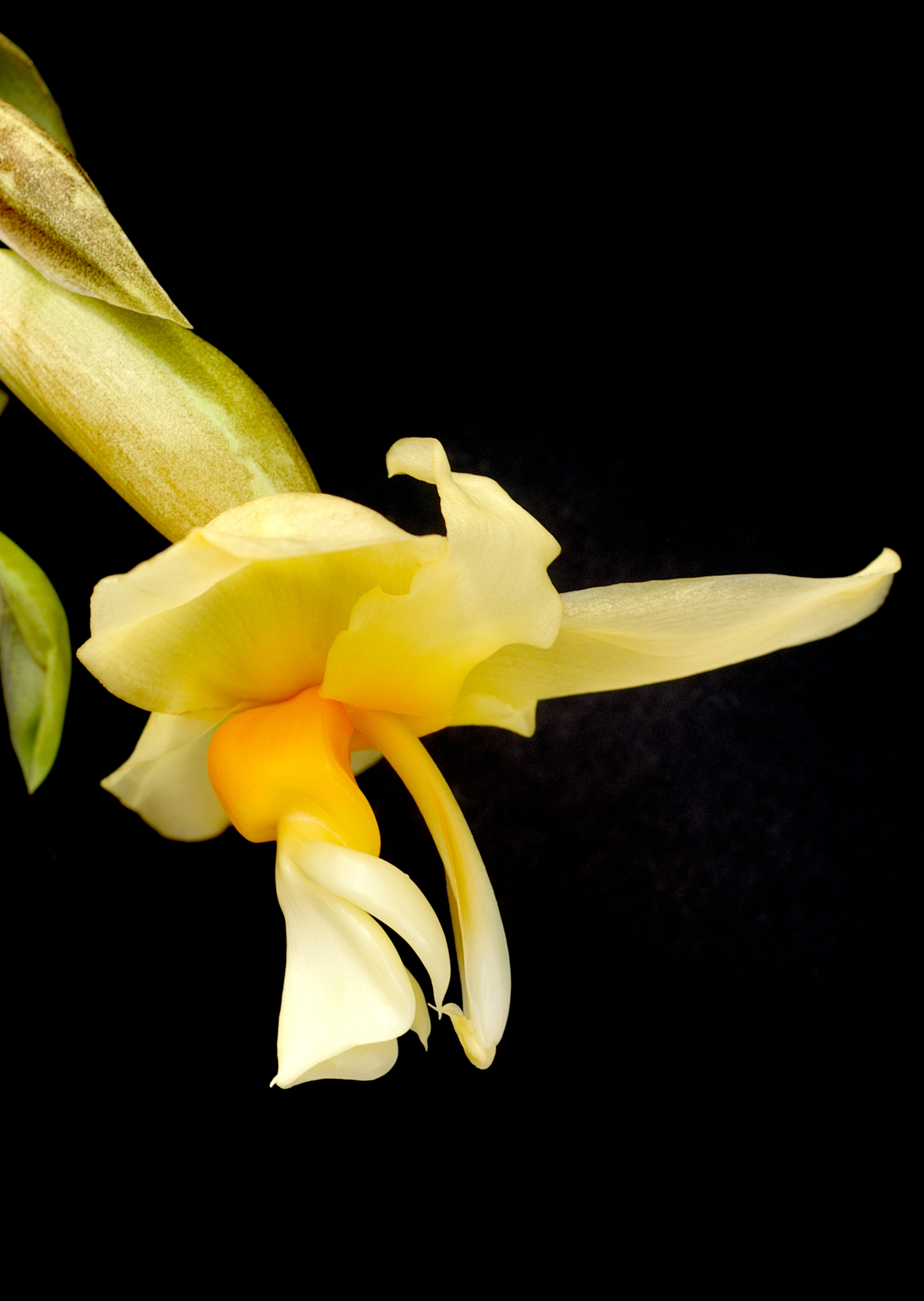
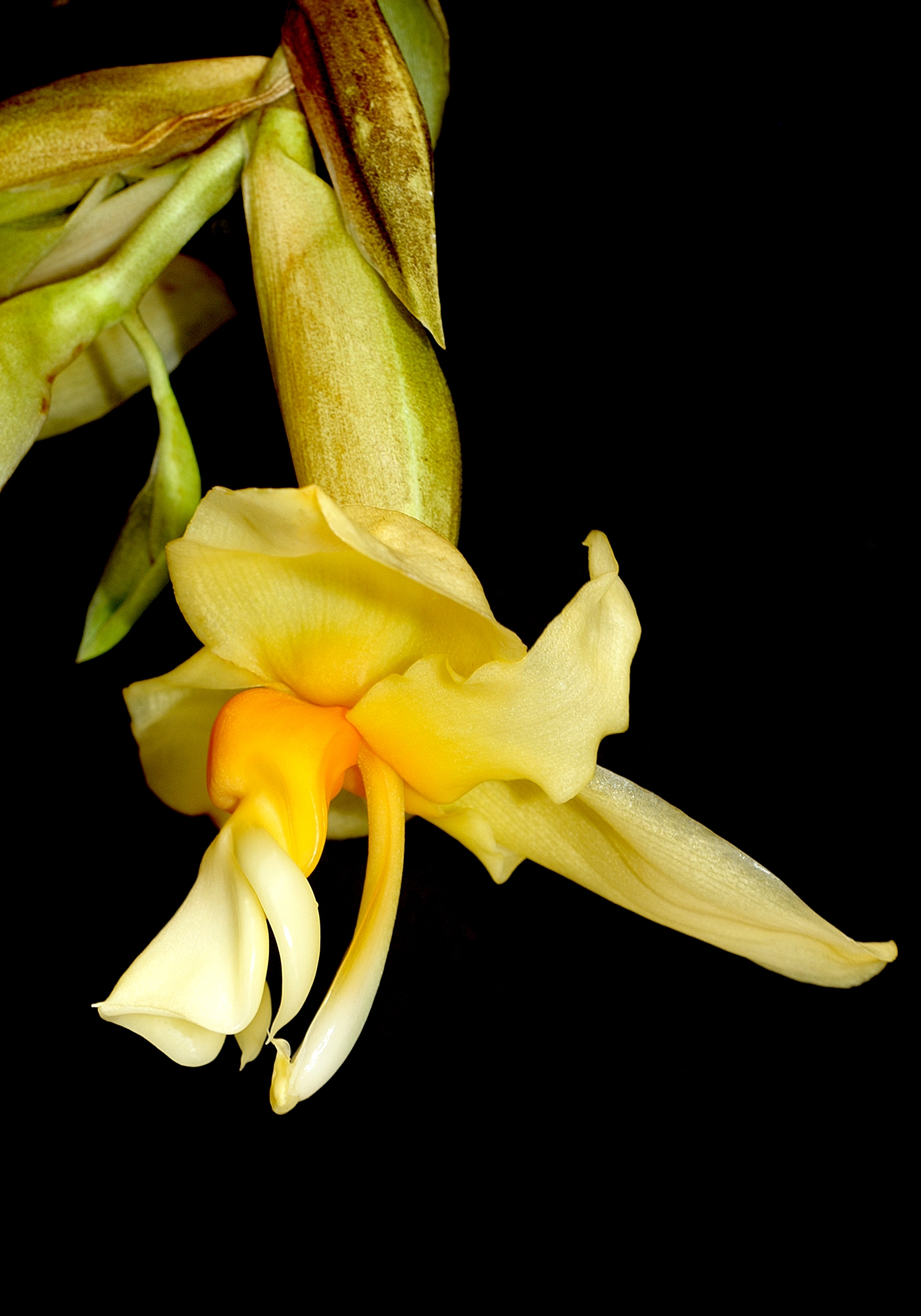
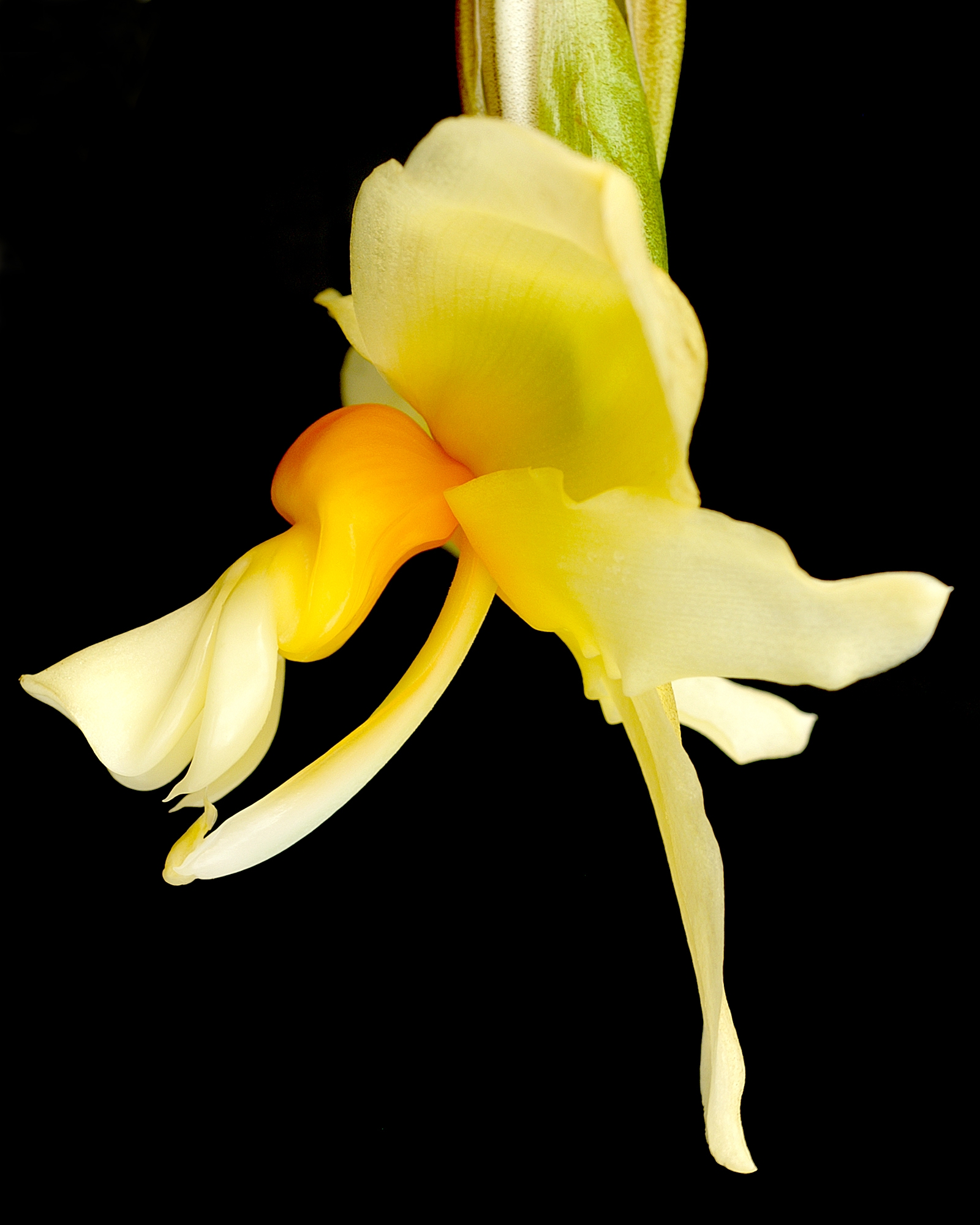